# Žehuňský Rybník
Žehuňský Rybník är en sjö i Tjeckien.   Den ligger i regionen Mellersta Böhmen, i den centrala delen av landet, 60 km öster om huvudstaden Prag. Žehuňský Rybník ligger 201 meter över havet. Arean är 1,3 kvadratkilometer. Trakten runt Žehuňský Rybník består till största delen av jordbruksmark. Den sträcker sig 1,4 kilometer i nord-sydlig riktning, och 3,7 kilometer i öst-västlig riktning.
Följande samhällen ligger vid Žehuňský Rybník:
- Žehuň (437 invånare)
- Choťovice (175 invånare)